# Lopătari
Lopătari é uma comuna romena localizada no distrito de Buzău, na região de Valáquia. A comuna possui uma área de 103.31 km² e sua população era de 4227 habitantes segundo o censo de 2007.